# Butirato de propila

Butirato de propila, também conhecido por seu nome sistemático butanoato de propila, é o éster de propila do ácido butírico, usado como aromatizante na indústria alimentícia e de perfumaria.